# Liste der Biografien/Chaz
Liste der Biografien |
Portal Biografien |
Personensuche
# |
A |
B |
C |
D |
E |
F |
G |
H |
I |
J |
K |
L |
M |
N |
O |
P |
Q |
R |
S |
T |
U |
V |
W |
X |
Y |
Z |
?
 
Ca |
Cb |
Cc |
Ce |
Ch |
Ci |
Cj |
Ck |
Cl |
Cm |
Cn |
Co |
Cr |
Cs |
Ct |
Cu |
Cv |
Cw |
Cy |
Cz
 
Cha |
Chb |
Che |
Chh |
Chi |
Chk |
Chl |
Chm |
Chn |
Cho |
Chr |
Cht |
Chu |
Chv |
Chw |
Chy
 
Chaa |
Chab |
Chac |
Chad |
Chae |
Chaf |
Chag |
Chah |
Chai |
Chaj |
Chak |
Chal |
Cham |
Chan |
Chao |
Chap |
Chaq |
Char |
Chas |
Chat |
Chau |
Chav |
Chaw |
Chay |
Chaz
Die Liste der Biografien führt alle Personen auf, die in der deutschsprachigen Wikipedia einen Artikel haben. Dieses ist eine Teilliste mit 19 Einträgen von Personen, deren Namen mit den Buchstaben „Chaz“ beginnt.

## Chaz

### Chaza
- Chazal, Camille (1825–1875), französischer Historien-, Genre- und Porträtmaler sowie Lithograf
- Chazal, Claire (* 1956), französische Journalistin
- Chazal, Malcolm de (1902–1981), mauritischer Schriftsteller
- Chazal, Maxime (* 1993), französischer Tennisspieler
- Chazal, Pierre (1808–1892), belgischer General
- Chazan, Robert (1936–2024), US-amerikanischer Mittelalterhistoriker
- Chazapis, Spyridon (* 1872), griechischer Schwimmer
- Chazarain, Jacques (* 1942), französischer Mathematiker
- Chazarenc, Matthieu (* 1977), französischer Jazzmusiker (Schlagzeug, Komposition)
- Chazarreta, Enrique (1947–2021), argentinischer Fußballspieler

### Chaze
- Chazei, Jewgeni Wladimirowitsch (1976–2023), russischer Eishockeyspieler
- Chazel, Marie-Anne (* 1951), französische Schauspielerin, Drehbuchautorin und Filmregisseurin
- Chazelas, Victor (1885–1953), französischer Kolonialbeamter
- Chazelle, Bernard (* 1955), französisch-amerikanischer Informatiker
- Chazelle, Damien (* 1985), US-amerikanischer Drehbuchautor und FilmregisseurDamien Chazelle (* 1985)

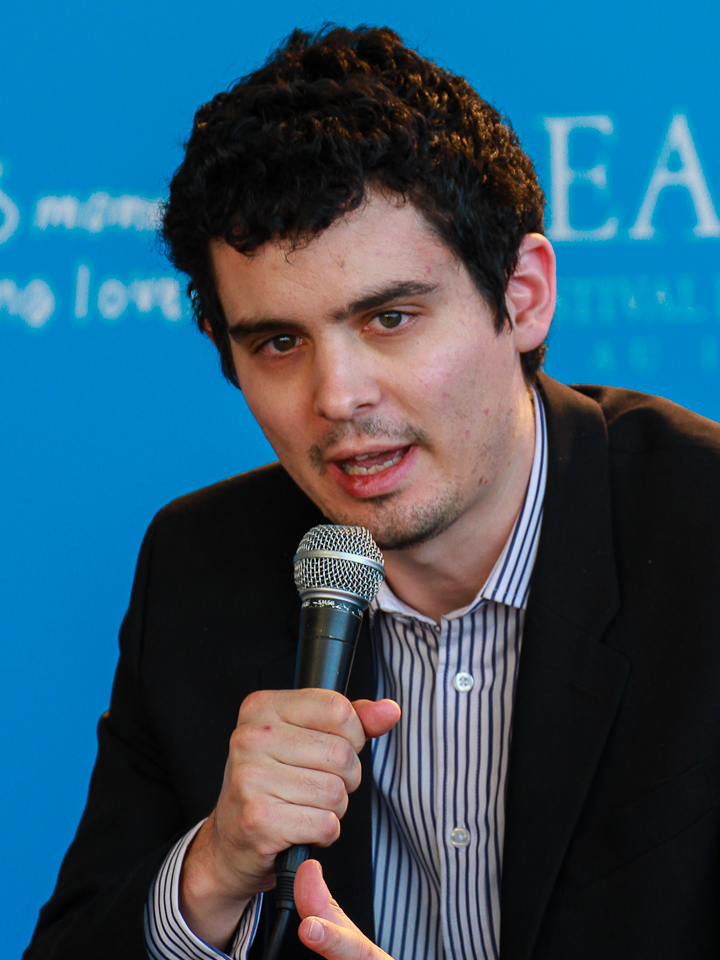
Damien Chazelle (* 1985)

### Chazi
- Chazin, Abu Dscha'far al-, persischer Astronom und Mathematiker
- Chāzin, al- (1279–1341), islamischer Koranexeget
- Chazini, al-, Astronom des islamischen Mittelalters

### Chazy
- Chazy, Jean (1882–1955), französischer Mathematiker und Astronom